# Gautam Singhania

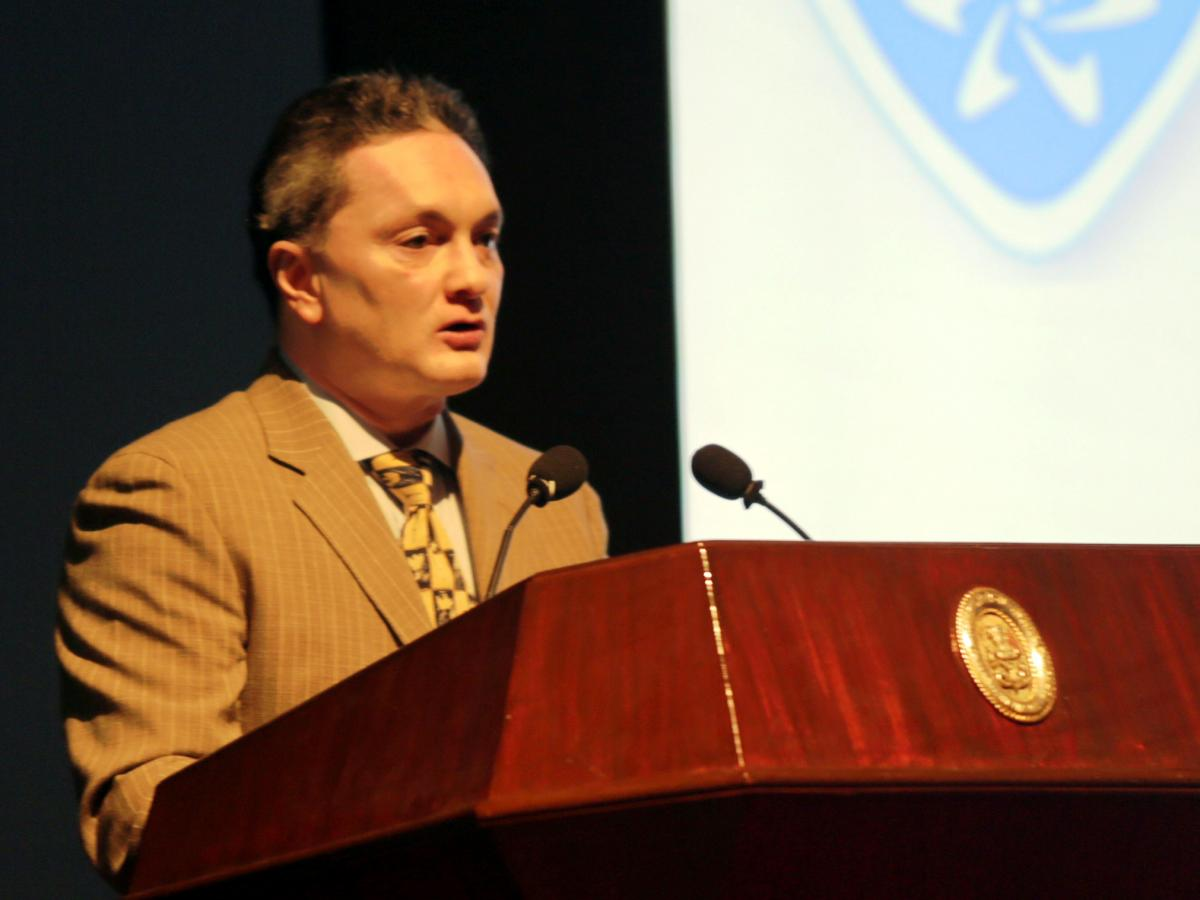
Gautam Singhania während einer Rede vor Angehörigen der indischen Marine

Gautam Hari Singhania (* 9. September 1965) ist ein indischer Unternehmer und Motorsportfunktionär. Er ist der Sohn von Vijaypat Singhania, einem passionierten Ballonfahrer und Industriellen. Gautam Singhania leitet die Raymond Group als Vorsitzender und Geschäftsführer. Diese ist einer der weltweit größten Verarbeiter von Kammgarn und besitzt in Indien einen hohen Marktanteil für Herrenanzüge. Singhania leidet seit seiner Kindheit unter der Weißfleckenkrankheit und tritt privat für die Förderung des Motorsports in Indien ein, welchen er auch persönlich ausübt. In Anlehnung an das „Einfamilienhaus“ Antilia von Mukesh Ambani plant er die Errichtung eines 145 Meter hohen privaten Wohnturmes in Mumbai.